# Subdivisões dos Camarões
A Repúlbica dos Camarões é dividida em dez províncias:
| Provinces of Cameroon |              |              |            |                  |            |                               |
| \| \| Província \| nome Francês \| Capital \| População (1987) \| Área (km²) \| Densidade populacional (/km²) \| \| --- \| ------------ \| ------------ \| ---------- \| ---------------- \| ---------- \| ----------------------------- \| \| 1. \| Adamawa \| Adamaoua \| Ngaoundéré \| 495,185 \| 63,691 \| 8 \| \| 2. \| Centre \| Centre \| Yaoundé \| 1,651,600 \| 68,926 \| 24 \| \| 3. \| Est \| Est \| Bertoua \| 517,198 \| 109,011 \| 5 \| \| 4. \| Extrême-Nord \| Extrême-Nord \| Maroua \| 1,855,695 \| 34,246 \| 54 \| \| 5. \| Littoral \| Littoral \| Douala \| 1,352,833 \| 20,239 \| 67 \| \| 6. \| Nord \| Nord \| Garoua \| 832,165 \| 65,576 \| 13 \| \| 7. \| Nord-Ouest \| Nord-Ouest \| Bamenda \| 1,237,348 \| 17,812 \| 69 \| \| 8. \| Sud \| Sud \| Ebolowa \| 373,798 \| 47,110 \| 8 \| \| 9. \| Sud-Ouest \| Sud-Ouest \| Buéa \| 838,042 \| 24,571 \| 34 \| \| 10. \| Ouest \| Ouest \| Bafoussam \| 1,339,791 \| 13,872 \| 97 \| |              |              |            |                  |            |                               |
| | Província    | nome Francês | Capital    | População (1987) | Área (km²) | Densidade populacional (/km²) |
| 1. | Adamawa      | Adamaoua     | Ngaoundéré | 495,185          | 63,691     | 8                             |
| 2. | Centre       | Centre       | Yaoundé    | 1,651,600        | 68,926     | 24                            |
| 3. | Est          | Est          | Bertoua    | 517,198          | 109,011    | 5                             |
| 4. | Extrême-Nord | Extrême-Nord | Maroua     | 1,855,695        | 34,246     | 54                            |
| 5. | Littoral     | Littoral     | Douala     | 1,352,833        | 20,239     | 67                            |
| 6. | Nord         | Nord         | Garoua     | 832,165          | 65,576     | 13                            |
| 7. | Nord-Ouest   | Nord-Ouest   | Bamenda    | 1,237,348        | 17,812     | 69                            |
| 8. | Sud          | Sud          | Ebolowa    | 373,798          | 47,110     | 8                             |
| 9. | Sud-Ouest    | Sud-Ouest    | Buéa       | 838,042          | 24,571     | 34                            |
| 10. | Ouest        | Ouest        | Bafoussam  | 1,339,791        | 13,872     | 97                            |

A maioria dessas províncias foram designadas em 1960 juntamente com a Província Centro-Sul (divididos em Centro e Sul, em 1983). Ao mesmo tempo, as províncias Adamawa e Extremo Norte foram divididas da Província Norte.
Em 2008, as Províncias foram alteradas para Regiões.
Também possui um Estado não reconhecido: a República da Ambazónia.

## Divisões e subdivisões de Camarões
Província Adamawa (Adoumwoa)
A província Adamawa de Camarões contém 5 divisões:
- Djerem
- Faro-et-Deo
- Mayo-Banyo
- Mbere
- Vina

Província Centre
A província Centre de Camarões contém 10 divisões:
- Haute-Sanaga
- Lekié
- Mbam-et-Inoubou
- Mbam-et-Kim
- Mefou-et-Afamba
- Mefou-et-Akono
- Mfoundi
- Nyong-Et-Kellé
- Nyong-Et-Mfoumou
- Nyong-Et-So

Província East
A província East de Camarões contém 4 divisões:
- Boumba-Et-Ngoko
- Haut-Nyong
- Kadei
- Lom-Et-Djerem

Província Extrême-Nord
A Província Extrême-Nord de Camarões contém 6 divisões:
- Diamaré
- Logone-Et-Chari
- Mayo-Danay
- Mayo-Kani
- Mayo-Sava
- Mayo-Tsanaga

Província Littoral
A província Littoral de Camarões contém 4 divisões:
- Moungo
- Nkam
- Sanaga-Maritime
- Wouri

Província Nord
A Província Nord de Camarões contém 4 divisões:
- Bénoué
- Faro
- Mayo-Louti
- Mayo-Rey

Província Noroeste
A província Noroeste de Camarões contém 7 divisões:
- Boyo
- Bui
- Donga-Mantung
- Menchum
- Mezam
- Momo
- Ngo-ketunjia

Província Sul (Sud)
A província Sul de Camarões contém 4 divisões:
- Dja-Et-Lobo
- Mvila
- Océan
- Vallée-du-Ntem

Província Sudoeste (Sud-Ouest)
A província Sudoeste de Camarões contém 6 divisões:
- Fako
- Kupe-Manenguba
- Lebialem
- Manyu
- Meme
- Ndian

Província Oeste (Ouest)
A província Oeste de Camarões contém 8 divisões:
- Bamboutos
- Haut-Nkam
- Hauts-Plateaux
- Koung-Khi
- Menoua
- Mifi
- Ndé
- Noun